# Слабберт, Фредерик ван Зил
Фредерик ван Зил Слабберт (англ. Frederik van Zyl Slabbert, 2 марта 1940 – 14 мая 2010) — южноафриканский политолог, бизнесмен и политик. 
Слабберт, кавалер Ордена Баобаба, наиболее известен как лидер легальной оппозиции — Прогрессивной федеральной партии в Парламенте ЮАР с 1979 по 1986 год.

## Молодость, образование и академическая карьера
Слабберт родился в Претории в семье африканеров и вырос в Питерсбурге (ныне Полокване) на севере Трансвааля (ныне провинция Лимпопо в Южной Африке). В 1958 году он поступил в среднюю школу африкаанс в Питере. После окончания университета он в течение 18 месяцев изучал теологию в Стелленбошском университете, прежде чем решил, что социология — его призвание. Он получил степень бакалавра с отличием в университете и докторскую степень в 1967 году. После завершения учебы он работал преподавателем социологии в Стелленбошском университете, Университете Родоса и Кейптаунском университете. В 1973 году он был назначен заведующим кафедрой социологии Университета Витватерсранда.

## Политическая карьера
Во время учебы Слабберт проявил активный интерес к политике, что побудило его отвергнуть апартеид и баллотироваться в Представительный совет студентов Стелленбосского университета. Он проиграл выборы, поскольку его сочли слишком либеральным. На всеобщих выборах 1974 года Слабберт баллотировался в качестве кандидата от Прогрессивной партии по избирательному округу Рондебош. Он опередил кандидата от Объединенной партии на 1600 голосов. Слабберт защитил и сохранил это место на парламентских выборах 1977 и 1981 годов.
Слабберт стал играть важную роль в развитии идеологии партии, особенно в качестве председателя её Конституционного комитета. Используя свое влияние, он помог позиционировать партию и её более поздние воплощения как либеральное движение, выступающее за создание нерасовой демократии в Южной Африке. В 1979 году он стал лидером Прогрессивной федеральной партии, образовавшейся после слияния Прогрессивной партии с различными другими либеральными группами, в первую очередь с Партией реформ Гарри Шварца. Прогрессивная федеральная партия хорошо показала себя на выборах 1981 года, увеличив свое представительство в Палате собрания с 17 до 26 мест.
В 1986 году Слабберт подал в отставку с поста лидера оппозиции, поскольку чувствовал, что парламент становится ненужным институтом в контексте политических проблем Южной Африки. Перед своей отставкой он опубликовал книгу под названием «Последний белый парламент» (Last White Parliament), в которой объяснил свои действия и свои прогнозы на будущее Южной Африки.
После его отставки Слабберт и Алекс Борейн сформировали либеральный аналитический центр Институт демократии в Африке при финансовой поддержке, в частности, Фонда Форда, Агентства США по международным делам. Развитие и Национальный фонд демократии. Критики слева утверждали, что он «продвигал по существу неолиберальную повестку дня», уделяя особое внимание ограниченным формам представительной демократии, в которых экономические вопросы не подлежали демократическому контролю.
Будучи главой института, Слабберт сыграл ведущую роль в инициировании диалога между белыми южноафриканцами и Африканским национальным конгрессом. Его усилия привели к Дакарской конференции 1987 года, которая состоялась между движением против апартеида и ведущими (в основном африканерскими) политиками, учёными и бизнесменами Сенегала.
В 2002 году Слабберт был назначен тогдашним министром внутренних дел с одобрения кабинета министров председателем избирательной целевой группы. На эту группу возложена ответственность за разработку нового закона о выборах для Южной Африки. Целевая группа завершила свою работу к началу 2003 года и представила кабинету министров доклад, включая проект закона, в котором рекомендовалось использовать смешанную пропорциональную избирательную систему с закрытыми списками. Однако рекомендации группы так и не были реализованы.

## Деловая карьера
С 1990-х годов и до своей смерти Слабберт был успешным предпринимателем. Слабберт также работал региональным координатором финансируемой Джорджем Соросом финансовой организации «Инициатива открытого общества Южной Африки». Кроме того, в 1990 году он стал соучредителем Khula — черного инвестиционного фонда. Слабберт был назначен председателем Adcorp Holdings, зарегистрированной на Йоханнесбургской фондовой бирже, в 1998 году, а также входил в советы директоров компаний— Wooltru, Investec, Caxton и Radiospoor.

## Поздние годы
1 августа 2008 года Слабберт был назначен 13-м ректором Стелленбошского университета, но в конце того же года у него случился сердечный приступ, в результате чего ему установили кардиостимулятор. Он ушел с этого поста по состоянию здоровья в сентябре 2009 года.
В начале мая 2010 года Слабберта выписали из больницы после лечения заболевания печени. Он умер дома 14 мая 2010 года. У Слабберта остались жена Джейн и двое детей от первого брака — Таня и Рико. Сообщается, что он был огорчен тем, что отдал всю свою жизнь борьбе АНК и чувствовал себя преданным, когда Табо Мбеки не назначил его министром.

## Наследие
Многие общественные деятели Южной Африки воздали должное Слабберту за роль, которую он сыграл в прекращении апартеида. В 2004 году Слабберт занял 82-е место в списке 100 лучших южноафриканцев.

## Публикации
- South Africa's Options: Strategies for Sharing with David Welsh. London: Rex Collings (1979). ISBN 0-86036-116-0
- The Last White Parliament: The Struggle for South Africa, by the Leader of the White Opposition. Sidgwick & Jackson (1986). ISBN 0-283-99349-9ISBN 0-283-99349-9
- Comrades in Business: Post-Liberation Politics in South Africa with Heribert Adam and Kogila Moodley. Cape Town: Tafelberg Publishers (1998). ISBN 0-624-03601-4ISBN 0-624-03601-4
- Tough Choices: Reflections of an Afrikaner African. Cape Town: Tafelberg Publishers (2000). ISBN 0-624-03880-7ISBN 0-624-03880-7
- The Other Side of History: An Anecdotal Reflection on Political Transition in South Africa. Johannesburg & Cape Town: Jonathan Ball Publishers (2006). ISBN 1-86842-250-XISBN 1-86842-250-X (Also in Afrikaans as Duskant die geskiedenis, ISBN 0-624-04357-6.)

### В качестве редактора
- Youth in the New South Africa: Towards Policy Formulation – Main Report of the Co-Operative Research Programme: South African Youth.[9]